# 海へ 〜See you〜
『海へ 〜See you〜』（うみへ シー・ユー）は、1988年5月18日に公開された日本映画。製作はニュー・センチュリー・プロデューサーズ、配給は東宝。
パリ・ダカールラリーを舞台にした作品であり、実際のパリ・ダカラリーの現地で長期ロケが行われた。
上映時間が2時間53分の超大作のため、ビデオソフトでは上下2巻セットで発売された。

## スタッフ
- 監督：蔵原惟繕
- 脚本：倉本聰
- 原案：ジョゼ・ジョヴァンニ「砂の冒険者たち」
- 撮影：佐藤利明
- 実景撮影：松前次三、宗田喜久松、毛利立夫
- 音楽：宇崎竜童、千野秀一
- 美術：小川富美夫
- 録音：紅谷愃一
- 照明：ペピーノ・ティネリ、安河内央之
- 編集：鈴木晄
- 衣装：斉藤育子
- 助監督：丸久生、猪崎宣昭
- 協力：三菱自動車工業
- 製作協力：東京映像社
- プロデューサー：大滝勝、藤倉博
- 製作補：結城良熙、中川好久、新津岳人
- 製作者：岡田裕

## 出演
- 本間英次：高倉健
- 竹井夕子：桜田淳子
- トト・ルチアーノ：フィリップ・ルロワ
- 水木：小林稔侍
- 桂木：宇崎竜童
- ケイ：いしだあゆみ
- アントニオ・バスケス：トーマス・アラナ
- 中沢：池部良
- 三菱シチズンの監督：夏木陽介
- 氷川：大滝秀治
- 吉井竜一：大橋吾郎
- 横内エリカ：朝加真由美
- ノーマン・カドゥ：ペッペ・キェルチ
- ヤス：布施博
- 英次の母：加藤治子
- ドン・マチーネ：アラン・クィーニ
- 糸井：宅麻伸
- 尾崎：岡田眞澄